# علی‌آباد دوتو
علی‌آباد دوتو، روستایی از توابع بخش مرکزی شهرستان کازرون در استان فارس ایران است.

## جمعیت
این روستا در دهستان بلیان قرار دارد و براساس سرشماری مرکز آمار ایران در سال ۱۳۹۵، جمعیت آن ۲۱۹ نفر (۶۰خانوار) بوده‌است.